# عقابیان هارپی
عقابیان هارپی (نام علمی: Harpiinae) نام یک زیرخانواده از خانواده بازان است.